# 慶應義塾大学経済学部ハイド賞
慶應義塾大学経済学部ハイド賞（けいおうぎじゅくだいがくけいざいがくぶハイドしょう）は、慶應義塾大学経済学部の学生を対象に公募論文への審査によって与えられる学術賞である。1921年から1922年にかけて慶應義塾大学で教鞭を執り、その後バージニア大学教授を務めたカナダ人経済学者のダンカン・クラーク・ハイド（Duncan Clark Hyde）を顕彰し、昭和63年（1988年）に制定された。運営は、経済学部ハイド賞選考委員会。

## 概要
毎年論題（テーマ）が設定されており、特賞、優秀賞、努力賞の3賞が用意されている。選考は厳しく、受賞論文が無い年度もある。優秀賞以上は数年に一作品しか出ないのが現状である。受賞論文は慶大からのみアクセスを許可している。
ダンカン・クラーク・ハイド賞（Duncan Clark Hyde Awards）自体は慶應義塾大学だけではなく、バージニア大学でも行われている。

## 慶應義塾が実施するその他の賞典
- 全研究者/一般人対象
  - 慶應医学賞
  - 三田文学新人賞

- 慶應義塾教員対象
  - 福澤賞
  - 義塾賞
  - 井筒俊彦学術賞
  - 西脇順三郎学術賞